# Franz Anton Maichelbeck
Franz Anton Maichelbeck (* 6. Juli 1702 in Mittelzell auf der Insel Reichenau; † 14. Juni 1750 in Freiburg im Breisgau) war ein deutscher Organist und Komponist.

## Leben
Franz Anton Maichelbeck wuchs auf der Bodenseeinsel Reichenau mit zwölf Geschwistern auf und besuchte das Konstanzer Jesuitengymnasium. Er studierte ab 1721 Theologie in Freiburg und empfing die Priesterweihe. Am 27. September 1725 wurde er zum Kirchenmusikstudium nach Rom geschickt und studierte vermutlich bei Giuseppe Ottavio Pitoni als Alumne des deutschsprachigen Collegium Germanicum. 1727/28 wurde er als Organist und Domkapellmeister an das Freiburger Münster berufen. Später wurde er von Fürstbischof Johann Franz Schenk von Stauffenberg als Hofkapellmeister nach Augsburg berufen.
Ab 1730 war er auch als Professor für italienische Sprache an der Universität Freiburg tätig.
In seinem Sterbeeintrag wird er als „organista maxime virtuosus“ beschrieben.
Maichelbeck war möglicherweise der echte Erfinder der als Alberti-Bass bekannten Begleitungsart.

## Veröffentlichungen und Werke
- 1738: Die auf dem Clavier lehrende Caecilia, welche guten Unterricht ertheilet
- 1724: Requiem für Kaiser Karl VI. und Messe zu Ehren der Hl. Scholastika